# Emma Booth
Emma Booth (Perth, Austràlia Occidental, Austràlia, 28 de novembre de 1982) és una actriu i model australiana, coneguda per haver interpretat Kim Hollingsworth en la sèrie Underbelly.

## Biografia
El 2008 va sortir amb Lee Richards, un productor de publicitat i escriptor. El 2013 es va casar amb el músic Dominick Joseph a Las Vegas, Nevada.

### Carrera
El 2007 es va unir a l'elenc de la pel·lícula Clubland, coneguda també com a Introducing the Dwights, on va interpretar Jill, una jove que s'enamora de Tim Maitland (Khan Chittenden), un jove verge. Allà va treballar al costat de l'actriu Brenda Blethyn, que va interpretar la mare de Tim. Per la seva interpretació Emma va guanyar dos premis en la categoria de millor actriu secundària.

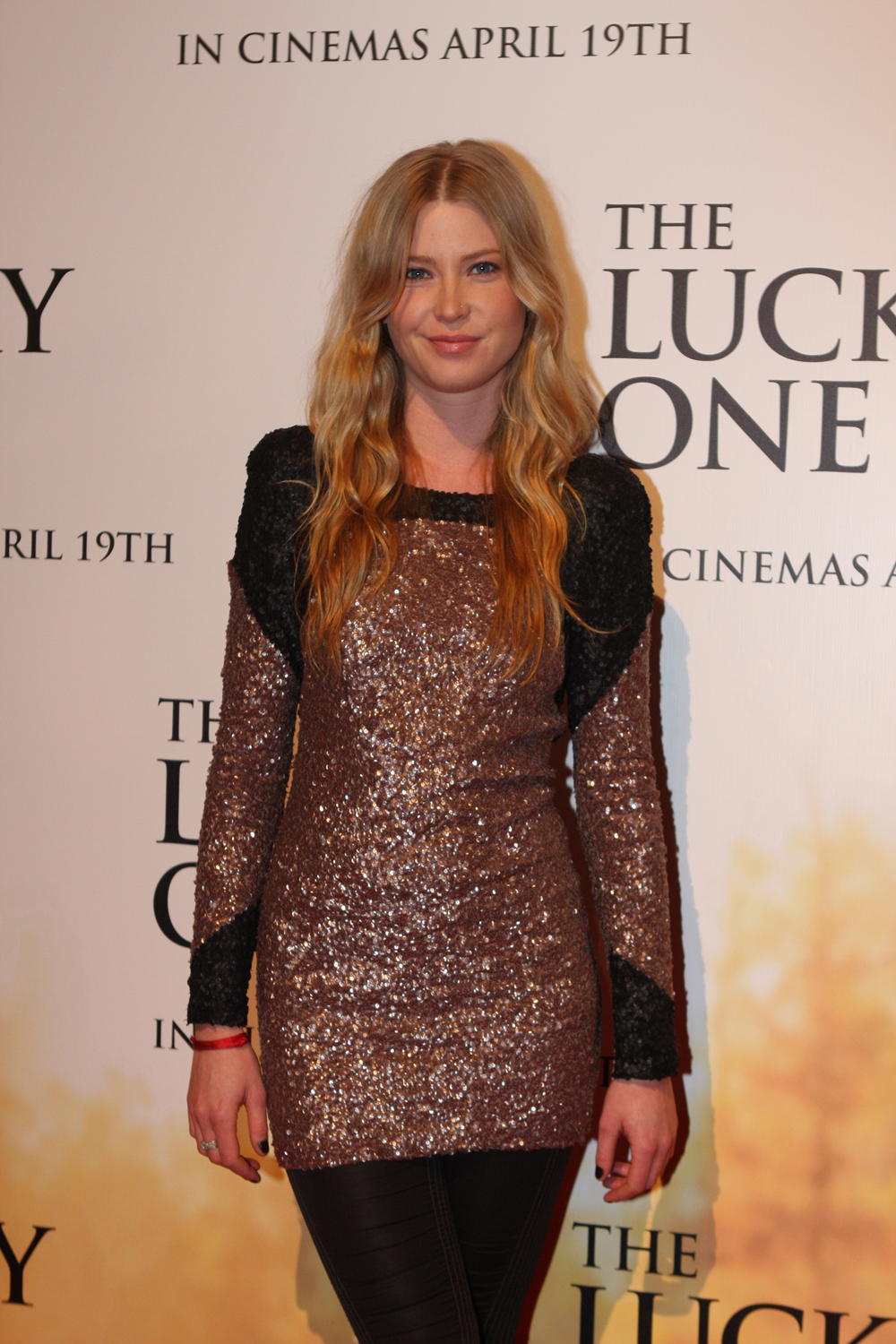

El 2009 va interpretar Liese Wollner en la pel·lícula de terror Blood Creek, dirigida per Joel Schumacher. Aquell mateix any va donar vida a Sarah Corbett en la pel·lícula 3 Acts of Murder i a Laura en The Boys Are Back: aquesta última explica la vida de Joe War (Clive Owen), un escriptor que perd la seva esposa a causa del càncer i ha d'afrontar les responsabilitats de ser pare solter, per la qual cosa comptarà amb l'ajuda de l'esperit de la seva estimada esposa.
El 2010 es va unir com la protagonista femenina a la tercera temporada de la sèrie criminal Underbelly: The Golden Mile, on va interpretar Kim Hollingsworth, una jove innocent que arriba a King's Cross per després convertir-se en una prostituta i més tard en una agent de policia.
Aquell mateix any va aparèixer en la pel·lícula Pelican Blood on va interpretar Stevie. La pel·lícula segueix la retorçada història d'amor de Nikko (Harry Treadaway), un noi obsessionat amb les aus que s'enamora de Stevie, que coneix a una pàgina web de suïcidi. Tots dos pensen en acabar amb tot però quan es descobreix que només un d'ells estava parlant de debò la relació es trenca. També va aparèixer en la pel·lícula Hippie Hippie Snake on va interpretar Germaine Greer.
Va actuar en la pel·lícula The Wrong Girl, un drama australià de la vida real que explica la història d'una adolescent que és violada per un conegut grup de Sydney, i lluita durant gairebé quatre anys perquè es faci justícia. La pel·lícula va ser escrita per Nicholas Hammond i dirigida per Michael Jenkins.
Al maig del 2011 va interpretar Rose Pickles en la minisèrie Cloudstreet, i Isabel Irish en la pel·lícula Jack Irish: Black Tide.
El 2013 apareix en la pel·lícula Tracks on interpreta Marg, al costat de les actrius Mia Wasikowska i Jessica Tovey. Al març del mateix any es va anunciar que Emma s'uniria a l'elenc de la sèrie Gothica, on interpretaria Madeline Usher, l'esposa de Victor Frankenstein (Tom Ellis), no obstant això la sèrie no va ser escollida per la cadena ABC per transmetre's.B El 2015 es va unir a l'elenc de la sèrie Glitch on va interpretar Kate Willis.Al maig de 2017 es va anunciar que s'havia unit a l'elenc de la pel·lícula de terror Extinction. L'agost del mateix any es va anunciar que s'havia unit a l'elenc recurrent de la setena temporada de la sèrie Once Upon a Time, on dona vida a una bruixa.

### Model
Als 15 anys Emma va signar amb Chic Model Management i va treballar a passarel·les en llocs com Japó, Nova York, Milà, i París. Després de ser la portada d'una revista local per a adolescents va obtenir el títol de Model d'Austràlia Occidental i Cara de la Setmana de la Moda de Sydney i Melbourne.

## Pel·lícules
| Any  | Títol                     | Personatge      | Notes |
| ---- | ------------------------- | --------------- | --- |
| 2003 | The Shark Net             | Roberta Ainslie | al costat de Angie Milliken, Dan Wyllie, Tim Draxl i Leeanna Walsman                                                      |
| 2006 | Alex's Party              | Christie        | curt - al costat de Bob Baines i Nathan Page                                                                              |
| 2006 | Small Claims: The Reunion | Annie           | al costat de Claudia Karvan, Rebecca Gibney, Lisa Chappell, Peter Phelps i Brett Hicks-Maitland                           |
| 2007 | Clubland                  | Jill            | al costat de Khan Chittenden, Brenda Blethyn i Rebecca Gibney                                                             |
| 2009 | The Boys Are Back         | Laura           | al costat de Clive Owen, Chris Haywood, Emma Lung i Nathan Page                                                           |
| 2009 | 3 Acts of Murder          | Sarah Corbett   | al costat de Robert Menzies i Luke Ford                                                                                   |
| 2009 | Town Creek                | Liese Wollner   | al costat d'Henry Cavill, Dominic Purcell i Michael Fassbender                                                            |
| 2010 | Pelican Blood             | Stevie          | al costat d'Harry Treadaway                                                                                               |
| 2011 | Swerve                    | Jina            | al costat de Jason Clarke, David Lyons, Vince Colosimo, Robert Mammone, Roy Billing i Chris Haywood                       |
| 2012 | Jack Irish: Black Tide    | Isabel Irish    | al costat de Guy Pearce, Marta Dusseldorp, Roy Billing, Shane Jacobson, Don Hany i Lachy Hulme                            |
| 2012 | Jack Irish: Bad Debts     | Isabel Irish    | al costat de Guy Pearce, Marta Dusseldorp, Roy Billing, Shane Jacobson, Colin Friels, Steve Bisley i Debra Lawrance       |
| 2013 | Tracks                    | Marg            | al costat de Mia Wasikowska, Adam Driver, Jessica Tovey i Robert Coleby                                                   |
| 2013 | Scene 16                  | Índia           | curt - al costat de Ewen Leslie i Stephen Fitzgibbon                                                                      |
| 2013 | Parker                    | Claire          | al costat de Jason Statham, Nick Nolte, Michael Chiklis i Jennifer Lopez                                                  |
| 2014 | Jack Irish: Dead Point    | Isabel Irish    | al costat de Guy Pearce, Marta Dusseldorp, Roy Billing, Shane Jacobson, Deborah Mailman i Vince Colosimo                  |
| 2014 | Tango Underpants          | Carolyn         | curt - al costat de Mirta Busnelli                                                                                        |
| 2016 | Gods of Egypt             | Neftis          | al costat de Gerard Butler, Nikolaj Coster-Waldau, Geoffrey Rush, Rufus Sewell, Bruce Spence, Bryan Brown i Rachael Blake |
| 2016 | Hippie Hippie Shake       | Germaine Greer  | al costat de Sienna Miller i Cillian Murphy                                                                               |
| 2017 | Extinction                | -               | al costat de Michael Peña i Lizzy Caplan                                                                                  |

## Sèries de televisió
| Any            | Títol                        | Personatge                    | Notes                  |
| -------------- | ---------------------------- | ----------------------------- | ---------------------- |
| 1996 - 1997    | Bush Patrol                  | Dana Drysdale                 | 7 episodis             |
| 2007           | The Circuit                  | Nicola                        | 2 episodis             |
| 2007           | All Saints                   | Ruby Sparrow                  | 2 episodis             |
| 2010           | Underbelly: The Golden Mile  | Kim Hollingsworth             | 13 episodis            |
| 2011           | Cloudstreet                  | Rose Pickles                  | 3 episodis - minisèrie |
| 2013           | Gothica                      | Madeline Usher                | -                      |
| 2015 - present | Glitch                       | Kate Willis                   | 12 episodis            |
| 2017 - present | Once Upon a Time temporada 7 | Mare Gothel / Eloise Gardener | 13 episodis            |
| 2017           | Blue Murder: Killer Cop      | Det. Julie Wienthall          | 2 episodis - minisèrie |

## Premis i nominacions
| Any  | Categoria                      | Premi                | Sèrie                       | Resultat   |
| ---- | ------------------------------ | -------------------- | --------------------------- | ---------- |
| 2007 | Best Supporting Actress        | FCCA Award           | Clubland                    | Guanyadora |
| 2008 | Most Supporting Actress        | AFI Award            | Clubland                    | Guanyadora |
| 2011 | Most Popular New Female Talent | Logie Award          | Underbelly: The Golden Mile | Nominada   |
| 2011 | Most Outstanding New Talent    | Graham Kennedy Award | Underbelly: The Golden Mile | Nominada   |